# Jardim Ângela
Jardim Ângela est un district de la zone sud (pt) de la municipalité de São Paulo, dans l'État de São Paulo, au Brésil. Il est situé sur les rives du réservoir de Guarapiranga, sur sa rive nord. Avec Jardim São Luís, il forme la région de la ville connue sous le nom de M'Boi Mirim.

## Histoire

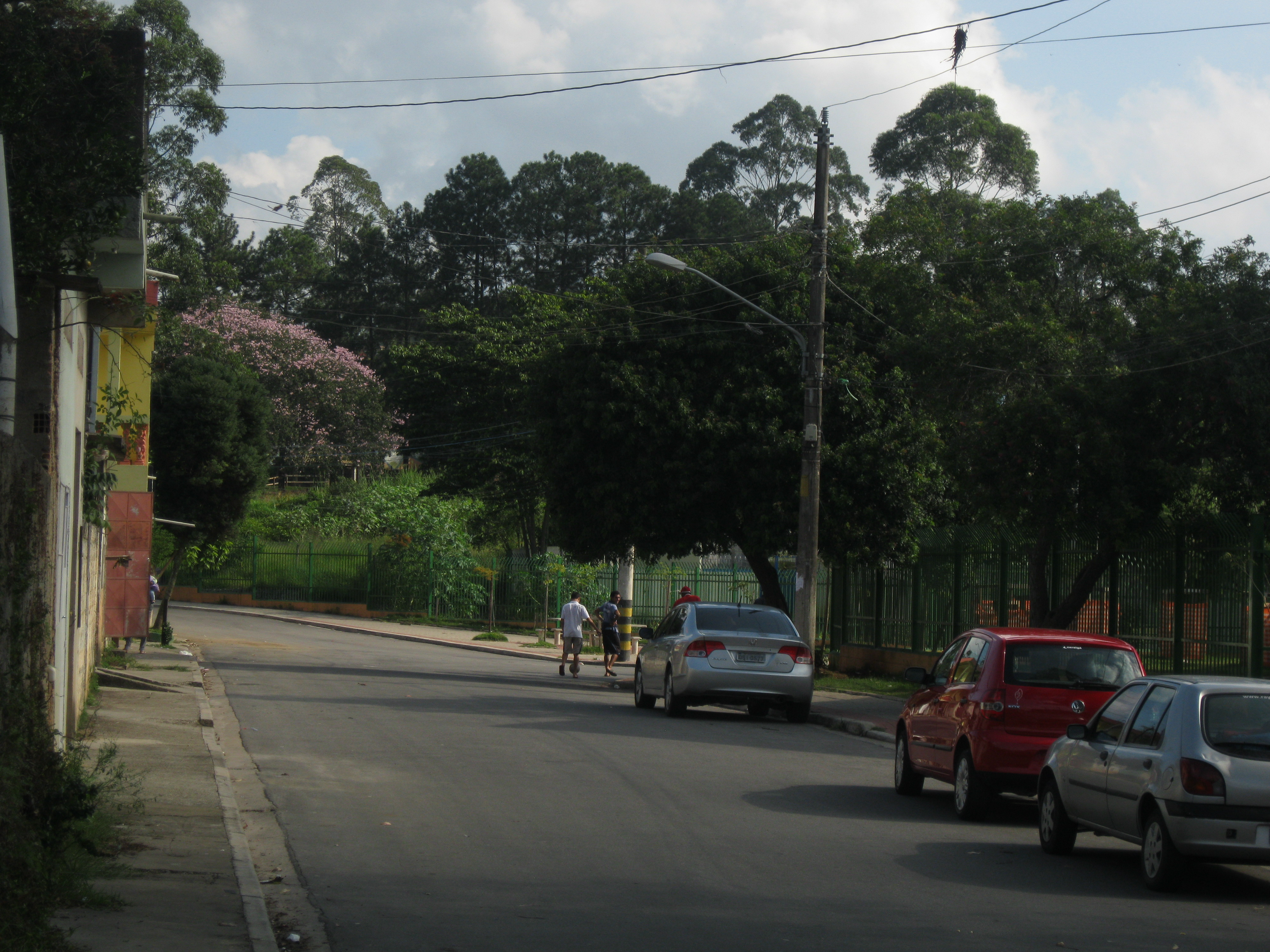
Vila Gilda.

Les districts de Jardim São Luís et Jardim Ângela faisaient auparavant partie de Capão Redondo ; avec le nouveau plan directeur de la ville dans l'administration de Marta Suplicy, les deux quartiers ont acquis une certaine autonomie et une sous-préfecture (la sous-préfecture de M'Boi Mirim). Il était autrefois considéré comme une région très violente, mais avec le pavage local ainsi que d'autres actions de la mairie, il a changé chaque année pour le mieux. Les actions communautaires en collaboration avec la police et le gouvernement de l'État ont réussi à réduire les taux de criminalité dans la région.
En 2019, le gouverneur João Doria a annoncé son intention d'étendre l'extension de la ligne 5 - Lilas au district.
Actuellement[Quand ?], le quartier attire de grandes entreprises, telles que les banques Bradesco, Caixa Econômica Federal et le Centre d'enseignement Fisk.

## Terminus Jardim Ângela
Le district dispose également d'un terminus de bus et d'une base opérationnelle qui dessert diverses destinations de la ville.
| Ligne   | Nom de la ligne                   |
| ------- | --------------------------------- |
| 5391/10 | Largo São Francisco               |
| 6008/41 | Jardim Copacabana                 |
| 637A/10 | Terminal Pinheiros                |
| 675K/10 | Metrô Santa Cruz                  |
| 677A/10 | Itaim Bibi                        |
| 707A/10 | Metrô Praça da Árvore             |
| 737A/10 | Terminal Santo Amaro              |
| N703/11 | Terminal Santo Amaro              |
| N732/11 | Terminal Jardim Jacira            |
| N733/11 | Vila Gilda                        |
| N735/11 | Terminal Capelinha/Jardim Guarujá |
| N736/11 | Jardim Horizonte Azul             |
| N737/11 | Parque do Lago                    |
| N740/11 | Jardim Riviera                    |